# الجینوسی
الجینوسی (به لاتین: Aljinovići}} یک منطقهٔ مسکونی در صربستان است که در Zlatibor District واقع شده‌است.

## خصوصیات
الجینوسی ۱۹۶ نفر جمعیت دارد.